# Stéphane Auvray
Stéphane Auvray (Les Abymes, 4 de setembro] de 1981) é um ex-futebolista de Guadalupe naturalizado francês, que jogava no meio de campo. Atualmente é treinador da Seleção de Saint-Martin.

## Carreira
Revelado pelo Caen (atuou pelo time B entre 1999 e 2002), jogou com mais destaque pelo Vannes (144 partidas entre 2004 e 2009), vencendo o CFA (atualmente, Championnat National 2) em 2004–05 e o Championnat National em 2007–08. Também passou por GSI Pontivy, Nîmes Olympique, Sporting Kansas City, New York Red Bulls e DPMM, onde se aposentou em 2013.
Pela Seleção de Guadalupe, Auvray disputou 26 jogos entre 2007 e 2012, fazendo 2 gols. Integrou o elenco dos Gwada Boys nas Copas Ouro de 2007, 2009 e 2011.
Em 2019, Auvray foi escolhido como novo treinador da Seleção de Saint-Martin (que não é filiada à FIFA, porém é membro da CONCACAF), sucedendo David Baltase.